# Municipio de Redland (condado de Nevada)
El municipio de Redland (en inglés: Redland Township) es un municipio ubicado en el condado de Nevada en el estado estadounidense de Arkansas. En el año 2010 tenía una población de 447 habitantes y una densidad poblacional de 2,84 personas por km².

## Geografía
El municipio de Redland se encuentra ubicado en las coordenadas 33°47′10″N 93°13′44″O / 33.78611, -93.22889. Según la Oficina del Censo de los Estados Unidos, el municipio tiene una superficie total de 157.2 km², de la cual 155,76 km² corresponden a tierra firme y (0,91 %) 1,43 km² es agua.

## Demografía
Según el censo de 2010, había 447 personas residiendo en el municipio de Redland. La densidad de población era de 2,84 hab./km². De los 447 habitantes, el municipio de Redland estaba compuesto por el 83,22 % blancos, el 14,99 % eran afroamericanos, el 0,67 % eran amerindios, el 0,45 % eran de otras razas y el 0,67 % eran de una mezcla de razas. Del total de la población el 0,89 % eran hispanos o latinos de cualquier raza.